# Почти блюз
«Почти блюз» (англ. Almost Blue) — американская психологическая драма с джазовой музыкой и Майклом Мэдсеном в главной роли.

## Сюжет
Молодой джазмен-саксофонист Моррис Пул был на пике своей карьеры, когда его жена случайно выпала из окна. Музыкант убит горем и винит во всём произошедшем самого себя. Впав в глубокую депрессию он оказался на грани самоубийства. Всё же через пять лет, преодолев последствия трагедии, Моррис находит новую любовь. Неожиданно он попадает в ситуацию, которая напоминает ему о загадочной смерти своей жены. Вот тут и выясняется, что потеря любимой жены не прошла Пулу даром.

## Актёры
- Майкл Мэдсен — Моррис Пул
- Линетт Уолден — Джасмин
- Гарретт Моррис — Чарльз
- Гэйл Мейрон — Дарси
- Яфет Котто — Терри
- Эд Бэттл — Икар
- Ноэль Липпман — Лоррейн Пул
- Джеймс Блевинс — Эндикотт

## Отзывы
Фильм получил оценки ниже среднего. Обозреватель ресурса TV Guide отметил элегантный визуальный стиль Киони Ваксмана и красивый джаз Нельсона Дж. Хиндса, но раскритиковал слабость сюжета и общую затянутость картины, которую не спасает даже актёрская игра Майкла Мэдсена. Рецензент Entertainment Weekly посетовал на курение сигарет, звон рюмок и угрюмое настроение ленты, завершив свой обзор характеристикой «гигантское клише под видом фильма».